# Sint-Niklaaskerk (Herfelingen)

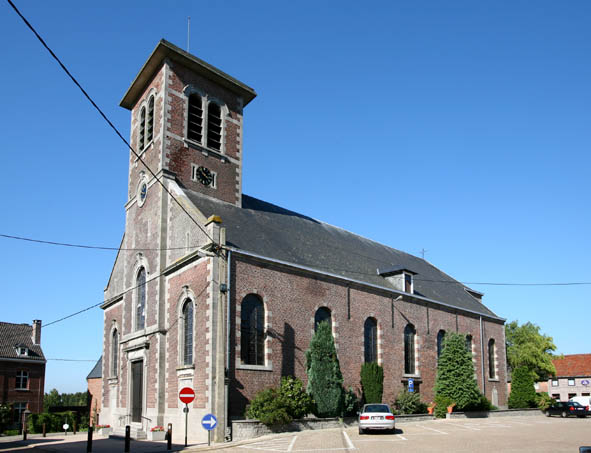
Sint-Niklaaskerk

De Sint-Niklaaskerk is de parochiekerk van de tot de Vlaams-Brabantse gemeente Pajottegem behorende plaats Herfelingen, gelegen aan de Sint-Niklaasstraat.
Het betreft een naar het noordoosten georiënteerde, driebeukige classicistische kerk die gebouwd werd in 1781. De kerk heeft een vlak afgesloten koor. De westelijke traveeën en de ingebouwde westtoren werden in 1904 toegevoegd.
Drie altaren zijn uit de voormalige Priorij van Groenendaal afkomstig. De preekstoel, uit het midden van de 18e eeuw, is in rococostijl.
Er is een beeld van Christus op de koude steen uit de 16e eeuw. Het schilderij Aanbidding der herders wordt toegeschreven aan Gaspar de Crayer.